# Jasna Góra, Silezia Inferioară
Jasna Góra [ˈjasna ˈɡura][ˈjasna ˈɡura] (în germană Lichtenberg) este un sat în districtul administrativ Gmina Bogatynia, powiatul Zgorzelec, voievodatul Silezia Inferioară din sud-vestul Poloniei, în apropiere de granițele cu Republica Cehă și Germania. Anterior anului 1945 a aparținut Germaniei. După cel de-al Doilea Război Mondial populația de etnie germană a fost expulzată și înlocuită cu polonezi.
Această localitate se află la aproximativ 5 km sud de Bogatynia, 31 km sud de Zgorzelec și 149 km vest de capitala regională Wrocław.